# České muzeum výtvarných umění v Praze
České muzeum výtvarných umění v Praze (ČMVU, 1993–2009), bylo založeno jako Středočeská galerie roku 1963. Název České muzeum výtvarných umění v Praze přijalo roku 1993, aby demonstrovalo i ve formální rovině odlišnost své orientace od směřování Středočeské galerie v období normalizace. Nejstarší část sbírkového fondu shromáždilo Středisko státní památkové péče a ochrany přírody Středočeského kraje v letech 1960–1963 pro původně plánovanou galerii na zámku Konopiště. Z něj byla Středočeská galerie oficiálně vyčleněna roku 1964, kdy byla otevřena první stálá expozice českého moderního umění z jejích sbírek na zámku Nelahozeves. V letech 1964–1971 budovala Středočeská galerie sbírkový fond a pořádala výstavy na různých místech Středočeského kraje. Sídlo muzea v Praze vzniklo rekonstrukcí tří historických domů Husova 19-21, Praha 1, v letech 1969–1971 a s jeho otevřením byla zrušena expozice moderního umění na zámku Nelahozeves. Z Prahy se ČMVU přestěhovalo roku 2009 do bývalé Jezuitské koleje v Kutné hoře, Barborská 53/24, a dále působí jako Galerie Středočeského kraje v Kutné Hoře (GASK).
Toto heslo pojednává o instituci, která sídlila v Husově ulici čp. 19-21 v Praze.

Na stejné adrese měly poté do roku 2014 sídlo Informační centrum Středočeského kraje a Galerie GATE, od té doby je prostor v komerčním pronájmu jako Pop Art Gallery a Apple Museum.

## Historie budov
V tomto místě stál od konce 12. století kamenný románský dvorec, z něhož zůstala zachována přízemní obytná část v dnešním sklepení. Byla to rozlehlá čtvercová místnost sklenutá čtyřmi poli křížové klenby a pasy na střední sloupek. Pasy dosedají na římsové konzolky. Osvětlovala ji z jihu úzká obdélná okénka s široce rozevřenou špaletou.

Koncem 13. a ve 14. století byly na parcele postaveny tři samostatné domy – prostřední dům U klíčů (čp. 156/1), nárožní dům U Zlaté slámy (čp. 156/1) a levý úzký dům nad původním vjezdem do románského dvorce (čp. 229/1).

Dům U klíčů, původně gotický, má raně renesanční fasádu v benátském stylu. Lunetové a křížové klenby v přízemí zůstaly zachovány.

Dům U Zlaté slámy byl z větší části dřevěný až do roku 1726, kdy byl barokně přestavěn.

Třetí dům (čp. 229/1), který fasádou mírně ustupuje z uliční fronty, je v jádru gotický, vybudovaný před rokem 1361, přestavěný klasicistně v 18. století.

## Výstavní prostory ČMVU
Stálá expozice českého umění 20. století byla zřízena roku 1964 na zámku Nelahozeves, ale přetrvala pouze do počátku normalizace a roku 1971 byla zrušena. Roku 1977 byla nahrazena expozicí starého evropského, zejména španělského umění z roudnicko-lobkovické sbírky. Zámek byl spolu se sbírkami navrácen původním majitelům v restituci roku 1993.
Středočeská galerie jako pořadatel využívala k výstavám řadu budov a výstavních síní v celém Středočeském kraji – Mělník, Roztoky, Jemniště, Průhonice, Čáslav, Poděbrady, Slaný, Kutná Hora, dále Obecní dům v Praze, Arnoldinovský dům v Brandýse nad Labem, Městské muzeum a Galerii výtvarného umění Kladno, Kulturní dům Lidice, Osvětový dům Příbram, Městskou galerii Velvary.

V letech 1991 až 1995 Karlova univerzita nabídla pro výstavy současného umění prostory křížové chodby Karolina.

Dům U Černé Matky Boží

Po rekonstrukci roku 1994 zde ČMVU instalovalo stálou expozici kubismu a další prostory užívalo jako výstavní síň.
Roku 2002 byl dům předán Národní galerii, která zde následujícího roku zřídila muzeum kubismu. Od roku 2015 má dům v pronájmu Uměleckoprůmyslové muzeum v Praze, které zde obnovilo expozici kubismu a pořádá krátkodobé výstavy.

## Sbírky ČMVU
Jádrem sbírek je fond vybudovaný počátkem 60. let. Zakladatelé tehdejší Středočeské galerie využili příznivější společenské atmosféry a jejich sběratelské úsilí bylo vedeno snahou reflektovat vývoj umění v jeho strukturované podobě a v souvislostech s dobovým kontextem. Soustředili se na období klasické předválečné moderny 20. a 30. let, období druhé světové války a nástup nových uměleckých skupin konce 50. let a celé období let šedesátých. Těžištěm sbírek je české umění 20. století. Je zde kvalitní kolekce imaginativního umění 30. let (Jindřich Štyrský, Toyen, František Janoušek, Josef Šíma), umělci činní ve 40. letech (Skupina 42, Sedm v říjnu, Skupina Ra), významný soubor českého informelu (Aleš Veselý, Zdeněk Beran, Jiří Balcar, Jan Kotík, Mikuláš Medek) a geometrické abstrakce (Karel Malich, Vladislav Mirvald, Jan Kubíček, Hugo Demartini, Radek Kratina). Novou figuraci reprezentují díla Jiřího Načeradského, Jiřího Sopka, Otakara Slavíka, Rudolfa Němce.
Během normalizace byla tato koncepční práce hrubým způsobem přerušena, vedení muzea bylo vyměněno a sbírkový fond byl doplňován spíše malbami 19. století a realistickými díly přijatelnými pro vládnoucí režim, zatímco aktuální tvorba 70.a 80. let zůstala nepovšimnuta. Za obohacení sbírkového fondu lze považovat pouze některé obrazy krajinářské školy z přelomu století.

Nové vedení galerie po roce 1989 proto věnovalo pozornost především rekonstrukci přerušené kontinuity a nákupu děl významných autorů kteří v 70. a 80. letech nesměli vystavovat nebo ukončili v době normalizace školu (generace 12/15 Pozdě, ale přece). Zároveň byla sbírka doplňována o díla současná z okruhu skupiny Tvrdohlavých a jejích generačních druhů. Podrobněji o zastoupení autorů ve sbírce viz heslo Galerie Středočeského kraje v Kutné Hoře (GASK).
Součástí sbírkového fondu byla také Lidická sbírka, která vznikla v 60. letech z darů českých i zahraničních umělců (mj. Gerhard Richter, Sigmar Polke, Joseph Beuys)

### Ředitelé ČMVU
- 1963–1964 Miloš Suchomel
- 1964–1971 Jiří Kohoutek
- 1971–1976 Vladimír Brehovszký
- 1976–1989 Josef Schlesinger
- 1990–2001 Jan Sekera
- 2001–2009 Ivan Neumann

ČMVU v Husově ulici bylo v 60. letech a znovu po roce 1989 jako Středočeská galerie pořadatelem významných výstav moderního umění a vydavatelem katalogů (viz Odkazy). Některé výstavy uvádí následující odstavec.

### Stálé expozice
- od 1963 Jiří Kars, Velvary
- 1963–1971 České moderní umění – výběr ze sbírkových fondů Středočeské galerie, Zámek Nelahozeves
- od 1967 Lidická sbírka, Památník Lidice

### Výstavy (výběr)
- 1963 Otto Gutfreund: Kresby, Středočeská galerie, Mladá Boleslav
- 1963 Z díla Ludvíka Kuby, Městské muzeum, Poděbrady
- 1964 Robert Piesen, Zámek Nelahozeves
- 1964 Jaroslav Vožniak: Obrazy k Dantově Božské komedii, Oblastní muzeum, Roztoky
- 1965 František Janoušek 1890–1943: Malířské dílo, Zámek Nelahozeves
- 1965	Emil Filla: Výstava grafických cyklů Boje a zápasy, Kulturní dům, Lidice
- 1965 České moderní malířství, Zámek Nelahozeves
- 1965 Karel Souček: Malířské dílo, Zámek Kladno
- 1966 Výtvarní umělci Středočeského kraje (malířská, sochařská, grafická tvorba), Kladno
- 1968 Výstava grafiky Skupiny 42. Z fondů Středočeské galerie, putovní výstava
- 1968 Výstava skupiny Sedm v říjnu, Zámek Nelahozeves
- 1969 Tschechische Malerei des 20. Jahrhunderts, Ausstellungsräume Berlin 12
- 1969 František Pacík, Přírodní kino, Slaný
- 1990 Karel Černý: Kresby ze sbírek Středočeské galerie, Středočeská galerie, Praha
- 1990 	Výtvarné tendence, Středočeská galerie, Husova ul., Praha
- 1990	Člověk v obraze, Středočeská galerie, Husova ul., Praha
- 1990/91 Konstruktivní tendence šedesátých let, Středočeská galerie, Husova ul., Praha
- 1991 Jan Steklík, Středočeská galerie, Husova ul., Praha
- 1991 Rudolf Valenta, Středočeská galerie, Husova ul., Praha
- 1991 Milan Grygar, Středočeská galerie, Husova ul., Praha
- 1991	Ludvík Feller: Práce z let 1989–1991, Středočeská galerie, Husova ul., Praha
- 1991 Staré evropské umění 15.–19. století, Zámek Nelahozeves
- 1991	České umění 20. století, Malý zámek, Průhonice
- 1991 	Susanne Wenger: Splynutí, Středočeská galerie, Husova ul., Praha
- 1991/92 Otakar Slavík: Malby a kresby, Městská knihovna, Praha
- 1991/92 K.Š. Křižovnická škola čistého humoru bez vtipu, Středočeská galerie, Husova ul., Praha
- 1992 Trasa, Středočeská galerie, Husova ul., Praha
- 1992 České výtvarné umění 1960–1990, Středočeská galerie, Husova ul., Praha
- 1992/93 Štyrský, Toyen: Artificialismus 1926–1931, Středočeská galerie, Husova ul., Praha
- 1993	Jitka a Květa Válovy, Středočeská galerie, Husova ul., Praha
- 1993	Rudolf Němec: Obrazy, Joseph Beuys: Objekty a dokumenty, Středočeská galerie, Husova ul., Praha
- 1993 České výtvarné umění 1930–1960, Středočeská galerie, Husova ul., Praha, Křížová chodba Karolina
- 1993 Henry Moore, Středočeská galerie, Husova ul., Praha, Křížová chodba Karolina
- 1993/94 Poezie racionality, Konstruktivní tendence v českém výtvarném umění 60. let, Valdštejnská jízdárna, Praha
- 1994 Vladislav Mirvald, Středočeská galerie, Husova ul., Praha
- 1994 Grafika německého expresionismu, Středočeská galerie, Husova ul., Praha
- 1994 Václav Tikal, Středočeská galerie, Husova ul., Praha
- 1994 Pavel Nešleha, Středočeská galerie, Husova ul., Praha
- 1995 Emil Nolde, akvarely a grafika, Středočeská galerie, Husova ul., Praha
- 1995 Ladislav Novák, Středočeská galerie, Husova ul., Praha
- 1995 Inter-Kontakt-Grafik '95 Praha-Krakov, Středočeská galerie, Husova ul., Praha
- 1995 Čestmír Janošek, Praha-Kolín, výběr z díla let 1957–1995, Středočeská galerie, Husova ul., Praha
- 1995 Jiří Valenta (1936–1991), souborné dílo, Valdštejnská jízdárna, Praha
- 1996 Košická avantgarda 20. let (Apokalypsa XX. století), Středočeská galerie, Husova ul., Praha
- 1996 Jiří Corvin, Daniela Vinopalová: Hledání tvaru, Středočeská galerie, Husova ul., Praha
- 1996 Současné české umění ze sbírek ČMVU, GVU Benešov
- 1997 Allen Jones: Různými způsoby (Grafické dílo 1959–1996), Středočeská galerie, Husova ul., Praha
- 1997 Peter Sedgley: Obrazy, světelná kinetika, světelné instalace, Středočeská galerie, Husova ul., Praha
- 1997 Dalibor Chatrný a Ivan Chatrný, Středočeská galerie, Husova ul., Praha
- 1997 Pohled do sbírek ČMVU – Skupina 42, Galerie F. Jeneweina, Kutná Hora
- 1998 Ivan Ouhel, Středočeská galerie, Husova ul., Praha
- 1998 Tichý život věcí. Podoby zátiší v současném umění, Středočeská galerie, Husova ul., Praha
- 1998 …o přírodě… Několik pohledů na současné české výtvarné umění, Středočeská galerie, Husova ul., Praha
- 1998 Jiří Mrázek, Středočeská galerie, Husova ul., Praha
- 1999 Ladislav Zívr, práce z let 1929–1977, Středočeská galerie, Husova ul., Praha
- 1999 Ozvěny severu – současné finské umění, Středočeská galerie, Husova ul., Praha
- 1999 Sigmar Polke, Středočeská galerie, Husova ul., Praha
- 1999 Eduard Ovčáček: Otevřené možnosti – dílo 1959–1999, Středočeská galerie, Husova ul., Praha
- 2000 Jaroslav Vožniak: Pocta divnosti – dílo z let 1957–1999, Středočeská galerie, Husova ul., Praha
- 2000 Radek Kratina (1928–1999), Středočeská galerie, Husova ul., Praha
- 2000 Alina Szapocznikow, Středočeská galerie, Husova ul., Praha
- 2000 Kódy a znamení (spolu s SPU Plasy, Hermit), Středočeská galerie, Husova ul., Praha
- 2000 Živly (4 Elements), Středočeská galerie, Husova ul., Praha
- 2000 Karel Boháček (1886–1928), Středočeská galerie, Husova ul., Praha
- 2000 Jiří Šalamoun: Recidiva, Středočeská galerie, Husova ul., Praha
- 2001 Hana Wichterlová, Středočeská galerie, Husova ul., Praha
- 2001 Richard Konvička: Cesta naostro, Středočeská galerie, Husova ul., Praha
- 2001 … o lidech … (několik pohledů na současné české výtvarné umění), Středočeská galerie, Husova ul., Praha
- 2001 Mikuláš R5achlík, Středočeská galerie, Husova ul., Praha
- 2001 Stanislav Podhrázský, Středočeská galerie, Husova ul., Praha
- 2001 Zdeněk Seydl, Středočeská galerie, Husova ul., Praha
- 2001 Možnosti proměny I, Galerie F. Drtikola, Příbram
- 2002 Monochromie (monochromní tendence v českém výtvarném umění po roce 1990), Středočeská galerie, Husova ul., Praha
- 2002 Svatopluk Slovenčík 1934–1999 (s KGVU ve Zlíně), Středočeská galerie, Husova ul., Praha
- 2002 Multiplication (britské autorské multiply od 90. let až do současnosti), Středočeská galerie, Husova ul., Praha
- 2002 Možnosti proměny II (české výtvarné umění 1980–2000 ze sbírek ČMVU), Galerie F. Drtikola, Příbram
- 2002 Umělci světa Lidicím, Zámecká galerie Kladno
- 2003 Krajinou duše A. Hudečka, Středočeská galerie, Husova ul., Praha
- 2003 Tadeusz Kantor, Středočeská galerie, Husova ul., Praha
- 2003 … o technice… (od těžkého průmyslu po computery), Středočeská galerie, Husova ul., Praha
- 2003 Postindustriální krajina (spolu s British Council), Středočeská galerie, Husova ul., Praha
- 2004 Václav Špála (spolu s GVU v Chebu), Středočeská galerie, Husova ul., Praha
- 2004 Richard Fremund (spolu s VČG v Pardubicích), , Středočeská galerie, Husova ul., Praha
- 2004 Folklorismy v českém výtvarném umění XX. století, Středočeská galerie, Husova ul., Praha
- 2004 Inter–Kontakt–Grafik – IV. Mezinárodní trienále grafiky Praha 2004, Středočeská galerie, Husova ul., Praha
- 2004 Zima v české výtvarné kultuře, Alternativy – Karen LaMonte, Vanitas, Středočeská galerie, Husova ul., Praha
- 2004 Proměny člověka (figurativní motivy ze sbírek grafiky a kresby ČMVU 1892–1951), Galerie F. Drtikola, Příbram
- 2005 Jan Hendrych: Sochy, kresby, grafika (spolu s AJG Hluboká, OGV Jihlava), Středočeská galerie, Husova ul., Praha
- 2005 Exprese, Středočeská galerie, Husova ul., Prah
- 2005 Barevný svět Otakara Nejedlého, Alternativy – Jaroslav Řehna: Kameny, Středočeská galerie, Husova ul., Praha
- 2005 Oldřich Smutný, výběr z díla, Středočeská galerie, Husova ul., Praha
- 2005 Rozbít hranice (kresba a grafika ze sbírek ČMVU), Galerie F. Drtikola, Příbram
- 2006 Uta Peyer: Obrazy, karl Prantl: Sochy (spolu s Rakouským KF v Praze), Středočeská galerie, Husova ul., Praha
- 2006 Klenoty slovenského moderního malířství 1910–1949, Středočeská galerie, Husova ul., Praha
- 2006 Psi jsou bez vyznání (současné výtvarné umění Severního Irska, spolu s British Council), Středočeská galerie, Husova ul., Praha
- 2006 Zlínský okruh (spolu s KGVU ve Zlíně), Středočeská galerie, Husova ul., Praha
- 2006 Hory, skály, kameny, Středočeská galerie, Husova ul., Praha
- 2007 Výročí Osmy (ke 100. výročí 1. výstavy Osmy), Středočeská galerie, Husova ul., Praha
- 2007 Čtyři španělští malíři (spolu se SpainArt), Středočeská galerie, Husova ul., Praha
- 2007 Výstava laureátů 4. mezinárodního trienále grafiky Praha 2007
- 2007 Exotismy ve výtvarném umění XX. století v Čechách a na Moravě, Středočeská galerie, Husova ul., Praha
- 2008 Jaroslav Šerých, Středočeská galerie, Husova ul., Praha
- 2008 Jiří Kačer: Jádra, Středočeská galerie, Husova ul., Praha
- 2008 Zdeněk Lhotský a studio Pelechov, Středočeská galerie, Husova ul., Praha
- 2008 Tvrdohlaví po dvaceti letech (spolu s GVU Ostrava), Středočeská galerie, Husova ul., Praha
- 2009 Franta Úprka 1868–1929, sochařský obraz domova (s GVU v Hodoníně), Středočeská galerie, Husova ul., Praha
- 2009 Marco Bagnolli: Mystika tvaru (spolu s Italským KC v Praze), Středočeská galerie, Husova ul., Praha

#### Dům u Černé Matky Boží
- 1994–2012 Český kubismus 1911–1919, stálá expozice
- 1994/95 Jiří Kolář ze sbírky Jana a Medy Mládkových
- 1995	České výtvarné umění XX. století ze sbírek ČMVU
- 1995	Josef Gočár
- 1995 Kubismus a česká scénografie ze sbírek Divadelního oddělení Národního muzea v Praze
- 1995/96 Henri Laurens: Kubistické období / La période cubiste
- 1995/96 Fluxus je stále luxus
- 1996	Kamil Linhart
- 1996	Lyonel Feininger: Akvarely, grafiky a kresby
- 1996	František Kupka a Otto Gutfreund
- 1996	Umění zastaveného času / Art when time stood still, Česká výtvarná scéna 1969–1985
- 1996/97 Ostrov: České výtvarné umění 1918–1938 ze sbírek ČMVU
- 1997 Pro Lidice (52 výtvarných umělců z Německa)
- 1997 Miloš Jiránek (spolu se SGVU Litoměřice, MG Brno)
- 1997 Robert Rauschenberg: Tribute 21: Grafický soubor / Set of Prints
- 1997	Karel Kuklík: fotografické dílo 1955–1996
- 1997	Zjevení, existence, pravda: Figurální motivy v tvorbě Josefa Čapka, 1913–1922
- 1997/98 Bauhaus Výmar – evropská avantgarda 1919–1925
- 1998	Josef Hoffman: Současný světový design nábytku z Rakouska
- 1998	Vance Kirkland 1904–1981
- 1998 Sklo a prostor (Brychtová, Libenský, Cigler, Karel, Kopecký, Zámečníková)
- 1998/99 Civilizace: České umění čtyřicátých let ze sbírek ČMVU
- 1999	Bourdelle a jeho žáci: Giacometti, Richier, Gutfreund
- 1999	Katarzyna Kobro 1898–1951
- 1999	Umění zrychleného času. Česká výtvarná scéna 1958–1968
- 1999/2000 Diet Sayler
- 2000	Ozvěny kubismu v českém výtvarném umění
- 2000	Alina Szapocznikow
- 2000	Alf Lechner (spolu s Goethe inst.)
- 2000	Romolo Romani (1905–1913) (spolu s It. Inst.)
- 2000	Dva konce století 1900 / 2000
- 2000/1 100 + 1 uměleckých děl z dvacátého století / 100 + 1 Art Works of the Twentieth Century
- 2001	Jiří Seifert: Sochy
- 2001	Objekt – objekt: Metamorfózy v čase / Object – object: Metamorphoses in time
- 2001	Karl Prantl: Retrospektivní výstava životního díla
- 2001/2 Karl Prantl: Steine / Kameny / Stones

#### Křížová chodba Karolina
- 1991/1992 Other voices – other rooms (10 mladých malířů z jižního Nizozemí)
- 1992 Vídeňská škola fantazijního realismu
- 1993 Ona B. Jsem jen oko
- 1993 Heléne Delprat
- 1993 Socha a hlína
- 1994 Vratislav Karel Novák, Zveřejnění
- 1994 Karel Pauzer
- 1994 Erró, obrazy 1974–1990 (s Muzeem v Reykjavíku)
- 1994 Petr Blake, Abeceda, Milan Langer, Obrazové seriály 1975–1994
- 1994 Marinetti, Osvobozená slova
- 1994 Jiří Beránek, Vladimír Novák
- 1995 Jan Ambrůz, Petr Kvíčala
- 1995 Antonín Kroča, obrazy a kresby
- 1995 Franta

### Výběr katalogů
- Výtvarné tendence, 1990, Jelínková D, kat. 64 s., SČG Praha, ISBN 80-7056-002-9
- Člověk v obraze, 1990, Trojanová R, kat. 60 s., SČG Praha, ISBN 80-7056-007-X
- K.Š. Křižovnická škola čistého humoru bez vtipu, 1991, Brikcius E a kol., kat. 56 s., SČG Praha
- České výtvarné umění 1960–1990 / Czech Visual Art 1960–1990, 1992, Kohoutek I, Potůčková A, Sekera J, 60 listů, SČG Praha, ISBN 80-7056-009-6
- Středoevropská galerie a nakladatelství /Galerie und Verlag Mitteleuropa / Central Europe Gallery and Publishing house, 1992, Hošková Vomočilová S, Schleppe S, Sekera J, kat. 104 s., něm., Středoevropská galerie a nakladatelství, Praha
- Štyrský, Toyen: Artificialismus 1926–1931, 1992, Bydžovská L a kol., kat. 56 s., SČG Praha, ISBN 80-7056-010-X
- Umění zastaveného času / Art when time stood still, Česká výtvarná scéna 1969–1985, 1996, Neumann I, ed., kat. 268 s., č., ang., ČMVU, Praha, ISBN 80-7056-050-9
- ...o přírodě... / ...About Nature..., 1998, Neumann I, Potůčková A, kat. 80 s., č., ang., ČMVU Praha, ISBN 80-7056-066-5
- Umění zrychleného času, Česká výtvarná scéna 1958–1968, 1999, ed. Alena Potůčková, kat. 147 s., č., ang., ČMVU Praha, ISBN 80-7056-068-1
- Exprese, 2005, Potůčková A a kol., kat. 63 s., ČMVU Praha, ISBN 80-7056-127-0